# Andrés Anchondo
José Andrés Anchondo García (* 10. November 1962) ist ein ehemaliger mexikanischer Bogenschütze.
Anchondo trat bei drei Olympischen Spielen an. 1988 in Los Angeles wurde er im Einzel 26. und mit der Mannschaft 12. Bei den Spielen 1992 konnte er sich im Einzelbewerb als 31. nicht im Vorderfeld platzieren; die Mannschaft gelangte mit dem 17. Rang nicht in die K.O.-Runde. 1996 schließlich trat er nur im Einzel an und erreichte den 16. Platz.
1988 und 1996 wurde er zum Sportler des Jahres des Bundesstaates Chihuahua gewählt.